# Festival Internacional de Cine de Guayaquil

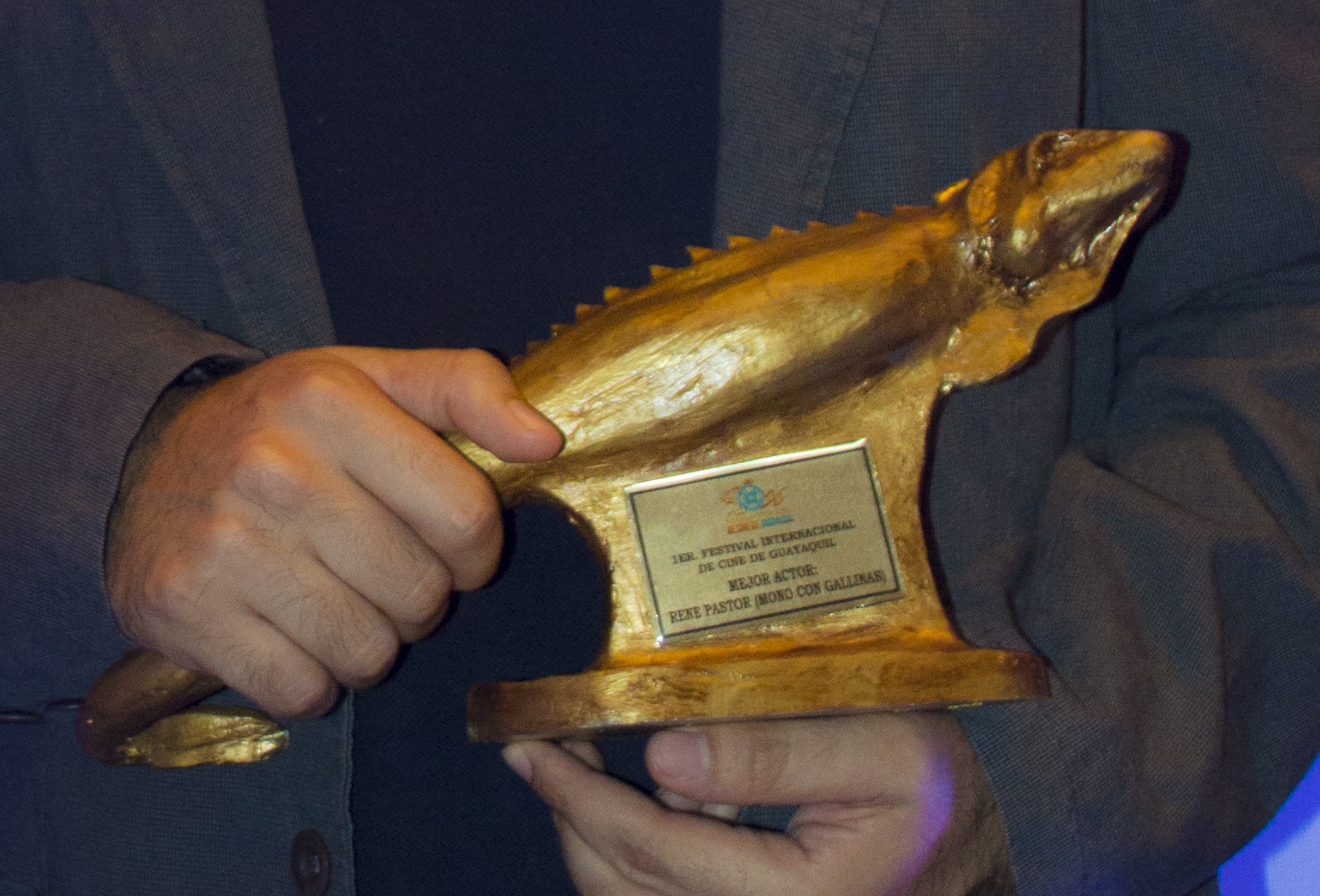
Iguana Dorada 2015

Das Festival Internacional de Cine de Guayaquil ist ein internationales jährliches einwöchiges Filmfestival in der Stadt Guayaquil in Ecuador. Es wurde 2015 gegründet.
Mit dem Preis „Iguana Dorada“ werden die besten nationalen und internationalen Lang- und Kurzfilme ausgezeichnet, ebenso Dokumentationen. Filme aus einem jeweils eingeladenen Gastland werden besonders hervorgehoben. Bei der dritten Austragung im Jahr 2017 wurden 119 Filme aus 40 Ländern gezeigt, neben Guayaquil auch in Machala und Portoviejo. Laut den Veranstaltern wurden die Vorführungen von mehr als 10.000 Zuschauern besucht.